# Relazioni bilaterali tra Repubblica Ceca e Spagna
Le relazioni bilaterali tra Repubblica Ceca e Spagna fanno riferimento ai rapporti diplomatici ed economici tra la Repubblica Ceca e il Regno di Spagna. I rapporti sono principalmente definiti dall'appartenenza di entrambi i paesi all'Unione Europea e alla NATO. La Repubblica Ceca ha un'ambasciata a Madrid e consolati a Barcellona, Benidorm, Bilbao, Oviedo, Palma di Maiorca e Santa Cruz de Tenerife. La Spagna ha un'ambasciata a Praga, oltre che un addetto all'istruzione, un ufficio commerciale e un Instituto Cervantes; la delegazione del turismo spagnolo per la Repubblica Ceca opera da Vienna.

## Relazioni diplomatiche

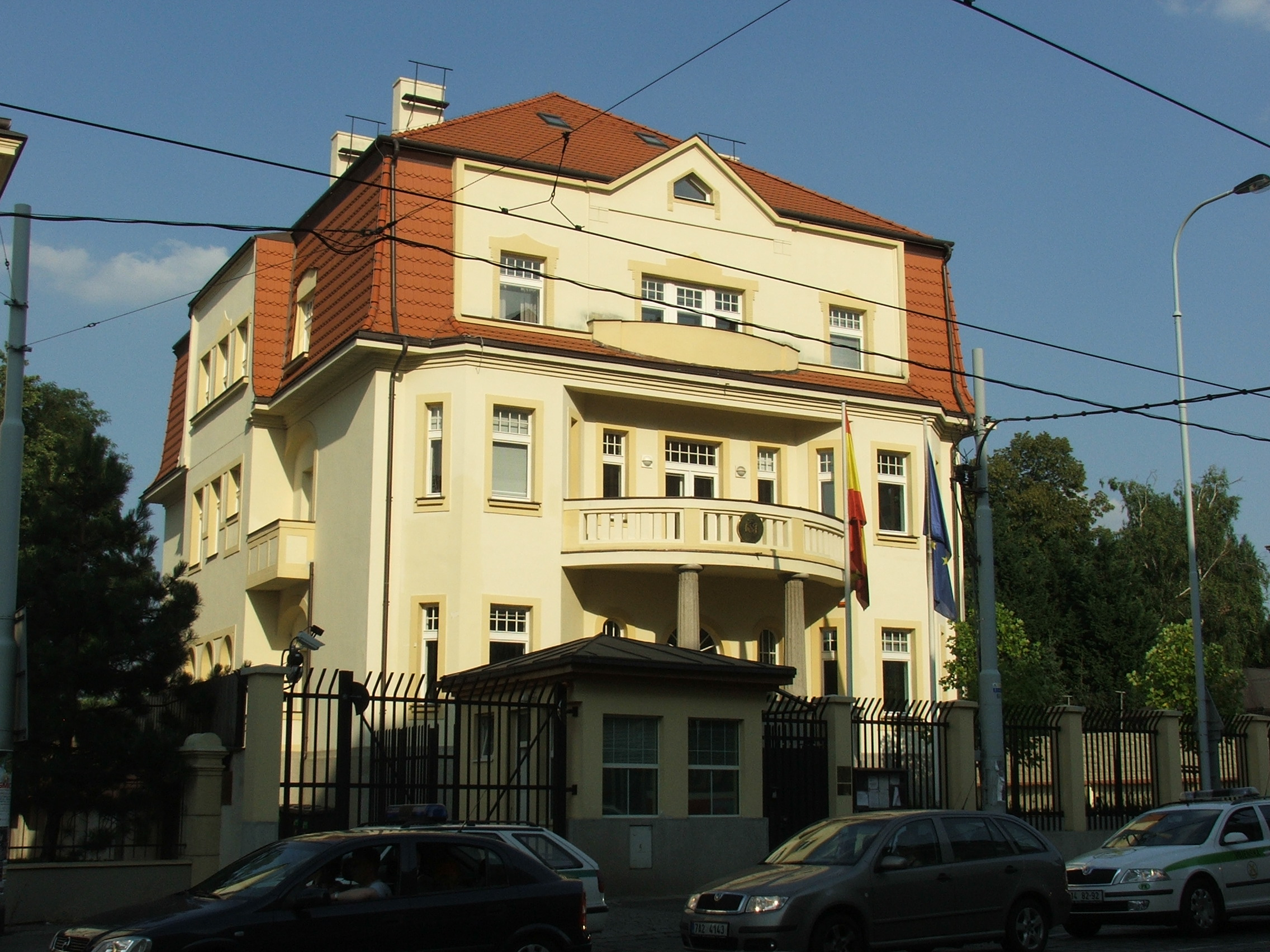
Ambasciata spagnola a Praga

La Spagna riconobbe la Repubblica Ceca e stabilì relazioni diplomatiche con essa il 1º gennaio 1993, giorno in cui avvenne la dissoluzione della Cecoslovacchia. Negli anni precedenti le relazioni con la Spagna si erano intensificate, soprattutto in seguito alla caduta del comunismo nel 1989 e al conseguente ripristino della democrazia. In questi tre decenni i rapporti sono esponenzialmente aumentati, soprattutto per l'adesione della Repubblica Ceca all'UE. Buoni esempi di ciò sono l'aumento degli investimenti spagnoli, la notevole e continua crescita degli scambi commerciali, il flusso di turisti spagnoli nella Repubblica Ceca, l'altrettanto notevole numero di turisti cechi in Spagna e il significativo interesse per le attività culturali spagnole, promosse principalmente dall'Istituto Cervantes di Praga.
L'ultima visita ufficiale del Presidente dello Stato ceco Václav Klaus in Spagna ha avuto luogo nel settembre 2004. Dall'altra parte, i Principi delle Asturie hanno visitato Praga nel settembre 2005, in occasione dell'inaugurazione dell'Istituto Cervantes nella capitale ceca.
In occasione delle celebrazioni della Presidenza ceca e della Presidenza spagnola dell'UE, rispettivamente nella prima metà del 2009 e nella prima metà del 2010, il Primo Ministro ceco Mirek Topolánek si è recato a Madrid in preparazione della Presidenza ceca nel settembre 2008, mentre il Presidente del Governo spagnolo, José Luis Rodríguez Zapatero ha partecipato alla Riunione informale dei Capi di Stato e di Governo a Praga, insieme al Presidente degli Stati Uniti Barack Obama, il 4 e 5 aprile 2009.
Il ministro degli Esteri ceco Karel Schwarzenberg ha fatto una visita ufficiale in Spagna il 16 febbraio 2012, incontrando il suo omologo spagnolo. Il presidente del Senato Pío García-Escudero si è recato a Praga per partecipare ai funerali di stato dell'ex presidente Václav Havel il 23 dicembre 2011.

## Relazioni economiche
Gli scambi commerciali sono cresciuti attivamente dal 1993. Dal 1993 al 2013, le esportazioni spagnole verso la Repubblica Ceca sono aumentate di 20 volte e le esportazioni ceche verso la Spagna di 30 volte. La bilancia commerciale della Spagna con la Repubblica Ceca è tradizionalmente deficitaria, in quanto risultato di un rapporto commerciale basato principalmente sul settore industriale, che rappresenta oltre il 30% del PIL ceco, e in cui ha una lunga esperienza storica.

## Cooperazione
Le relazioni istituzionali bilaterali ispano-ceche nel campo culturale sono concentrate in un programma esecutivo di collaborazione nel campo dell'istruzione e della cultura, in conformità con il Trattato di cooperazione culturale tra Spagna e Cecoslovacchia, firmato nel 1979.